# Amphitrite (1887)
Pour les articles homonymes, voir Amphitrite (homonymie).
L' Amphitrite est une goélette à trois mâts de 1887 considérée comme la plus ancienne en état de naviguer. Elle est maintenant exploitée par l'association Clipper Deutsches Jugendwerk zur See (Clipper DJS (de)).

Son port d'attache actuel est Brême en  Allemagne.

## Histoire
L'Amphitrite, nommée d'après la mythologie grecque nymphe de la mer, a été construite de 1884 à 1887 au chantier naval Camper & Nicholsons à Gosport. Conçue comme yacht de course, cette goélette à deux mâts portait probablement près de 1300 m² de voile. Son premier propriétaire lieutenant-colonel Alexander Donald McGregor de Somerset était membre du Royal Yacht Squadron (RYS) à Cowes.

En 1893, le navire devient la propriété d'un autre anglais Sir Frederick Wills de Londres. De 1894 à 1897, l'Amphitrite a participé à plusieurs courses comme la Coupe du Jubilé en 1894 et en 1897 remporte sur la Semaine de Kiel un prix spécial pour une yacht anglais (Extra-Preis für englische Kreuzeryachten)

En 1899, son nouveau propriétaire Alfred Henry Littleton de Londres gagne la régate Douvres-Heligoland.

Dans les années suivantes le navire a changé plusieurs fois de propriétaire et de nom. En 1900, acquis par A. Spence Hitchman de Dorset, il est rebaptisé Dolores. En 1906, il est acheté par Henry Ulick Lascelles (cinquième comte de Harewood) de Leeds, puis en 1911 par George Hamilton Fletcher de Dorset, qui le rebaptise Joyfarer. En 1914, Henry Peech de Londres, lui donne le nom de Hinemoa.
Au cours des cinq années suivantes, le navire subit plusieurs modifications, (l'éclairage électrique et modification de la superstructure sur le pont avant et arrière). En 1915, il reçoit pour la première fois deux moteurs à huit cylindres er en 1919, un système radio.

En 1921, son nouveau propriétaire, le lieutenant Aella Molgneux Berkeley Gage de Falmouth nouveaux propriétaires, lui redonne l'année suivante son nom d'origine Amphitrite. En 1925, le navire reçoit deux nouveaux moteurs à quatre cylindres. Après deux autres propriétaires, le lieutenant-colonel Arthur Jocelyn Gare (sixième comte d'Arran de Cornwall) en 1937 et le lieutenant-colonel A.G. Arundel Evans de Dartmouth en 1939, l' Amphitrite devient la propriété de l'Amirauté britannique en 1942. Son gréement est retiré pour pouvoir servir comme ballon de barrage dans le détroit de Plymouth puis sur
Chadder Blancs Yard de Salcombe.
Après la guerre, en 1946, l'Amirauté britannique libère l'Amphitrite du service et est acheté par Geoffrey Blundell de Salcombe. L'année suivante, son nouveau propriétaire, le colonel W.F. Charter fait entreprendre sa restauration au chantier naval Camper & Nicholson de Gosport. Il est utilisé, à titre privé, jusqu'en 1955.

Puis il a été acquis par la société Intermar Trading Co. Ltd de Salcombe. Il est désormais gréé en goélette à trois mâts. Il est utilisé principalement en Méditerranée, d'abord par le propriétaire Clive P. B. Stevenson de Salcombe, puis le suédois Bertil Harding.

En 1964, le navire devient la propriété de John Lennart Ostermann de Stockholm. Il est rebaptisé Amphitrite af Stockholm (port d'attache de San Remo), et reçoit deux nouveaux moteurs (Volvo Penta de 95cv chacun). Il est modifié en trois-mâts Barkentine. En 1964, il devient la propriété du français François Spoerry de Mulhouse.

En 1967, le yacht est repris par la Horst Film GmbH & Co. KG de Berlin et lui redonne le nom d'Amphitrite. Il est rénové et transformé pour des besoins cinématographiques (Rouf arrière, instruments modernes de navigation, climatisation, douches, congélateurs, cuisine... et 2 moteurs Mercedes diesel 6 cylindres de 230 cv chacun). Le gréement et les voiles ont été partiellement renouvelés avec une voilure de près de 750 m². Le navire a tourné dans la série TV de 26 épisodes Graf Luckner et le téléfilm Das Geheimnis der Mary Celeste.

## Maintenant
En 1973 Amphitrite est repris par le Clipper Deutsches Jugendwerk zur See e. V. de Brême. Sérieusement endommagé dans une tempête pendant le voyage à Brême, mât de misaine cassé, il est restauré de nouveau avec une réduction de voilure à près de 600 m². Les roufs avant et arrière sont réaménagés. Le 1er mai 1976, la goélette est remise à l'eau pour Clipper. Comme les autres bateaux de Clipper, elle navigue surtout en mer Baltique, dans le même but associatif, promouvoir des stages maritimes permettant à des jeunes et des adultes à apprendre et vivre la tradition maritime sur des vieux gréements. Elle participe à de nombreuses régates de la Sail Training Association et manifestations maritimes comme la Hanse Sail. De 2004 à 2006 Amphitrite a rejoint le chantier naval danois J. Ring-Andersen Skibsværft de Svendborg pour de nouveaux travaux d'aménagement.

Depuis lors, Amphitrite navigue en mer Baltique, participant aux grandes manifestations maritimes comme la Semaine de Kiel où le bâtiment est ouvert à la visite. En 2012, l'association a fêté le 125e anniversaire de la goélette.